# Helluva Boss
Helluva Boss ist eine amerikanische, als Webserie erscheinende Zeichentrickserie, die an Erwachsene gerichtet ist und von Vivienne „VivziePop“ Medrano ins Leben gerufen wurde. Die Handlung dreht sich um die Abenteuer und Schicksalsschläge der Mitarbeiter der fiktiven Firma „I.M.P.“, ein Unternehmen, welches seine Dienste als Auftragsmörder zur Verfügung stellt.
Die Pilotfolge wurde am 25. November 2019 veröffentlicht und die erste Episode erschien am 31. Oktober 2020. Die Produktion erfolgt durch SpindleHorse Toons. Die erste Staffel wurde exklusiv auf Vivienne Medranos YouTube-Kanal veröffentlicht, wie sie es bereits bei anderen Projekten getan hatte. Aufgrund positiver Resonanzen wurde die Serie fortgesetzt. Am 13. November 2021 wurde bekannt gegeben, dass die Serie eine zweite Staffel erhalten werde. Diese wird seit dem 30. Juli 2022 veröffentlicht.

## Prämisse
Die Serie beschäftigt sich mit den Mitarbeitern von I.M.P. ("Immediate Murder Professionals", dt.: Fachleute für sofortige Ermordung), eine von Imps geführte Auftragsmord-Organisation in der Hölle, bei ihren verschiedenen Aufträgen und Missionen. Die Mitarbeiter von I.M.P. umfassen Blitzo (gesprochen "Blitz"), den Chef des Unternehmens, zusammen mit dem Waffenspezialisten Moxxie, dem Kraftpaket Millie und der Garm-Rezeptionistin Loona. Den für ihre Aufträge essentiellen Zugriff auf die Welt der Lebenden erhalten die I.M.P durch ein antikes Buch, das Grimoire. Dies ist eine Leihgabe des der Ars Goetia entsprungenen Höllenprinzen Stolas an Blitzo.
Die Serie unterscheidet sich durch eine andere Handlung und andere Charaktere von der Serie Hazbin Hotel, welche auch von Medrano geschaffen wurde und im gleichen Universum spielt.
Vivienne Medrano beschrieb die Relation zwischen den beiden Serien als folgendes:
Während beide Serien ein ähnliches Setting haben, thematisiert Helluva Boss die Charaktere und die Gesellschaft, die bereits in der Hölle existiert und fokussiert sich auf zwischenmenschliche Beziehungen zwischen den Charakteren. Hazbin Hotel hingegen handle von Erlösung und Konsequenzen.

## Sprechrollenbesetzung

### Hauptcharaktere
| Charakter | Englische Synchronstimme | Deutsche Synchronstimme |
| --------- | ------------------------ | ----------------------- |
| Blitzo    | Brandon Rogers           | Bojan Vucetic           |
| Moxxie    | Richard Horvitz          | Julian Göke             |
| Millie    | Vivian Nixon             | Svenja Praß             |
| Loona     | Erica Lindbeck           | Caroline Werner         |
| Stolas    | Bryce Pinkham            | Ben Couch               |

## Episoden

### Staffel 1
| Nr. (ges.) | Nr. (St.) | Deutscher Titel      | Originaltitel             | Regie            | Drehbuch                                                                                                  | Premiere USA  | Dt. Premiere | Musikalische Einlagen                 |
| --- | --------- | -------------------- | ------------------------- | ---------------- | --- | ------------- | ------------ | ------------------------------------- |
| 1 | 1         | Mörderische Familie  | Murder Family             | Vivienne Medrano | Medrano & Brandon RogersSamantha Ambriz, Thomas Brooks & Nick Swift (Storyboard)                          | 31. Sep. 2020 | 7. Feb. 2025 | "Teacher's Song"                      |
| Die Lehrerin Frau Mayberry findet heraus, dass ihr Ehemann eine Affäre mit einer Frau namens Martha hat. Aus Wut tötet sie ihren Mann, verletzt Martha und begeht schließlich Selbstmord. Martha wird für das Überleben der Attacke gefeiert, erlangt Popularität und wird reich. Frau Mayberry, nun als Dämon in die Hölle verbannt, beauftragt die I.M.P. damit Martha umzubringen. Moxxie hat Zweifel an dem Vorhaben, eine Mutter zu töten und damit eine möglicherweise unschuldige Familie auseinanderzureißen. In einem Anflug von Panik verhindert Moxxie, dass Blitzes erster Schuss sein Ziel trifft. Alarmiert durch den Querschläger zeigt die Familie ihr wahres Gesicht und offenbart sich als blutrünstige, mörderische Kannibalen, welche nun eine Jagd auf die Imps betreiben. Blitzo kann fliehen, aber Moxxie wird von den Kindern der Familie gefangen genommen und Millie von Marthas Mann, Ralphie, KO geschlagen. Blitzo kann anfangs einer mit einer Schrotflinte bewaffneten Martha ausweichen, aber ein unerwarteter Anruf von Stolas führt dazu, dass er letztendlich doch gefangen wird. Blitzo und Millie sind von Martha und Ralphie auf einem Scheiterhaufen gefesselt worden, mit der Intention die Imps durch Verbrennen zurück in die Hölle zu schicken. Moxxie kann den Kindern entkommen, tötet Martha und rettet somit Blitzo und Millie, während Ralphie wegrennt. Als Blitzo und Millie in die Hölle zurückkehren, bleibt Moxxie in der menschlichen Welt zurück, um den Rest der Familie umzubringen. Er beschließt die Familie zu verschonen und ruft stattdessen die Polizei, damit diese ihnen eine gerechte Strafe zuführen kann. Anstatt die Familie festzunehmen, sprengt die Polizei allerdings das Haus und tötet Ralphie mit seinen Kindern, was Moxxie mit ansehen muss. Zurück in der Hölle feiern Blitzo, Millie, Loona und Frau Mayberry den erfolgreichen Abschluss der Mission, während Moxxie zutiefst davon verstört ist, eine ganze Familie in den Tod gestürzt zu haben. |           |                      |                           |                  | |               |              |                                       |
| 2 | 2         | Loo Loo Land         | Loo Loo Land              | Vivienne Medrano | Medrano & RogersSeth Anderholm, Zach Giering, Jess Sims & Paul Villeco (Storyboard)                       | 9. Dez. 2020  | 7. Feb. 2025 | "You Will Be Okay" und "Loo Loo Land" |
| Seit sie von seiner Affäre mit Blitzo erfahren hat, liegt Stolas' Frau Stella mit ihm im Streit. Um aus dem Haus zu kommen, nimmt Stolas seine launische Tochter Octavia mit in den Vergnügungspark Loo Loo Land, den sie als Kind sehr mochte und beauftragt die I.M.P. als Leibwächter. Blitzo bleibt bei Stolas und Octavia, während Moxxie und Millie sich im Park vergnügen. Stolas nimmt Octavia mit zu einer Vorführung des Animatronic-Narren "Robo Fizz", aber sie läuft weg, weil sie die wiederholten Annäherungsversuche ihres Vaters gegenüber Blitzo satthat. Stolas folgt ihr und lässt Blitzo zurück, der sich mit Robo Fizz, welcher wie sich herausstellt ein ehemaliger Kollege von ihm ist, streitet. Stolas folgt Octavia zu einem überdachten Fahrgeschäft, wo sie ihm erzählt, dass sich ihr Zuhause wegen der Streitereien ihrer Eltern nicht mehr, wie ihr Zuhause anfühlt. Stolas versucht ihr zu erklären, warum die Beziehung zu ihrer Mutter gescheitert sei, findet aber nicht die richtigen Worte dafür. Octavia gibt zu, dass sie befürchtet, Stolas könnte sie wegen Blitzo verlassen, aber Stolas versichert ihr, dass er sie niemals verlassen wird. Nach ihrer Auseinandersetzung beschließt Stolas, den Park zu verlassen, da er erkannt hat, was Octavia bereits zu Beginn der Episode angemerkt hatte: Sie ist zu alt für LooLoo-Land, und wäre folglich lieber an einem Ort, der sie mehr interessiert. |           |                      |                           |                  | |               |              |                                       |
| 3 | 3         | Dämonenduell         | Spring Broken             | Vivienne Medrano | Medrano & RogersZi Chen, Adam Ford, Zach Giering, Amanda Heard & Lidia Liu (Storyboard)                   | 31. Jan. 2021 | 7. Feb. 2025 | "Vacay to Bonetown"                   |
| Der Parkplatz der I.M.P. wurde von Blitzos Ex-Partnerin, dem Popstar und Succubus Verosika Mayday, belegt. Da dies der einzige Parkplatz ist, den die Firma zur Verfügung hat, fordert Blitzo Verosika und ihre Gruppe von Succubi zu einer Wette heraus: Sollten die I.M.P. es schaffen mehr Leute zu töten, als Verosika und ihre Gruppe an einem Tag mit Geschlechtsverkehr haben können, so bekommen die I.M.P. ihren Parkplatz zurück. Loona tarnt sich als attraktive Goth-Frau, um feiernde Teenager, die ihren Sommerferien nachgehen, anzulocken und für die I.M.P. in eine Falle zu locken. Jedoch lässt sie sich von Verosikas Bodyguard, dem Höllenhund Vortex, ablenken und flirtet mit ihm. Währenddessen hypnotisiert die Succubus-Gruppe um Verosika die verbleibenden feiernden Teenager, um mit ihnen Sex zu haben. Als Blitzo Loonas und Vortex' Flirterei unterbindet, entsteht ein Streit. Sie ist sauer, weil sie sich von ihm wie ein Kind behandelt fühlt. Davon aufgewühlt rennt der niedergeschlagene Blitzo davon und kümmert sich nicht weiter um die Wette. Moxxie und Millie nehmen die Wette nun in ihre eigenen Hände und töten weiterhin Leute. Das geht jedoch nicht lange gut und Moxxie wird von einigen Menschen in ein Bierfass gesperrt. Als Millie den betrunkenen Moxxie aus dem Fass rettet, greift ein – durch den Inhalt von Veronikas achtlos ins Meer geworfenen Flachmanns mutierter – Fisch den Strand an. Millie tötet das Fischmonster und Blitzo erpresst daraufhin Verosika mit dem Vorfall, damit sie den I.M.P. ihren Parkplatz zurück- und die Wette aufgibt. Die I.M.P. kehren in die Hölle zurück, während Verosika und ihr Team von der menschlichen Polizei festgenommen werden. |           |                      |                           |                  | |               |              |                                       |
| 4 | 4         | C.H.E.R.U.B          | C.H.E.R.U.B               | Vivienne Medrano | Medrano & RogersSeth Anderholm, Thomas Brooks, Kyle Bullock & Paul Villeco (Storyboard)                   | 14. März 2021 | 7. Feb. 2025 | "C.H.E.R.U.B. Jingle"                 |
| Die I.M.P. wurden von dem verrückten Erfinder Loopty Goopty angeheuert, um seinen Geschäftspartner, Lyle Lipton, zu töten der sich den Ruhm für eine seiner Erfindungen, die Alterungsmaschine, die ihn auch umgebracht hat, eingeheimst hat. Lipton, welcher selber unter den Auswirkungen der Maschine zu leiden hat, ist nun ein alter Mann, der keinen Sinn mehr im Leben sieht. In dem Moment, als Lipton Selbstmord begehen will, tauchen drei Cherubs auf und versuchen ihn davon zu überzeugen, dass das Leben doch noch lebenswert ist. Sie zeigen ihm eine Reihe von Dingen, welche die Spaß machen oder erfüllend wirken können, wie die Natur, die kindliche Unschuld, und Liebe. Die I.M.P. folgen ihnen und tun ihr Bestes, um die Aufmunterungsversuche der Cherubs zu sabotieren. Nachdem die I.M.P. einen weiteren Versuch, Lipton zu helfen, vereitelt haben, bricht ein Kampf zwischen den Cherubs und den I.M.P aus. Lipton, welcher den AUFWAND mit ansieht, den beide Gruppen seinetwegen betreiben, sieht ein, dass sein Leben doch lebenswert ist und entscheidet sich dazu doch weiterleben zu wollen. Jedoch kann er sich nicht lange an dem neu gefundenen Lebenswillen erfreuen, da er kurz darauf durch ein Versehen der Cherubs im Kampf mit den Imps umkommt. Die Cherubs wurden dadurch aus dem Himmel, durch ihre Vorgesetzten, verbannt. Die I.M.P. kehren mit dem Glauben, dass Liptons Seele in den Himmel gewandert ist, in die Hölle zurück. Gerade als Goopty sich bei ihnen beschweren will, dass sie ihren Auftrag nicht abgeschlossen haben, kommt Lipton in der Hölle an und ist wieder mit Goopty vereint. Wally Wackford bietet ihnen einen Job als Erfinder an. |           |                      |                           |                  | |               |              |                                       |
| 5 | 5         | Königliche Geschütze | The Harvest Moon Festival | Vivienne Medrano | Medrano & RogersKyle Bullock, Zach Giering, Arielle Somerville, Nick Swift & Ang Vondra (Storyboard)      | 30. Apr. 2021 | 7. Feb. 2025 | "Striker's Song"                      |
| Blitzo erklärt sich dazu bereit Stolas auf das Harvest Moon Festival, eine Feierlichkeit, welche jährlich im Höllenring des Zornes stattfindet, zu begleiten. Die I.M.P. wohnen für die Dauer des Festivals bei den Eltern von Millie, Joe und Lin. Moxxie versucht, seine Schwiegereltern zu beeindrucken – sehr zur Belustigung ihres Erntehelfers, Striker. Dieser freundet sich schnell mit Blitzo an. Moxxie, Blitzo und Striker nehmen an einem Wettkampf teil, den "Pain Games" (dt. Schmerzspielen) welche im Zuge des Festivals ausgetragen werden. Moxxie verliert jedoch schnell in jeder der Disziplinen. Blitzo und Striker hingegen werden beide als Gewinner bekanntgegeben. Blitzo bietet Striker an, den I.M.P. beizutreten. Entmutigt und niedergeschlagen, kehrt Moxxie zur Farm von Millies Eltern zurück und findet zufällig heraus, dass Striker ein Attentat auf Stolas geplant hat. Moxxie und Millie versuchen ihn aufzuhalten, aber Striker schafft es sie zu überwältigen und sperrt sie in den Keller. Millie heitert Moxxie auf und er schafft es schließlich aus dem Keller auszubrechen, woraufhin er sich auf die Suche nach Striker macht. In dem Moment, als Striker kurz davor ist Stolas zu töten, greift Blitzo ein. Striker versucht ihn davon zu überzeugen auf seine Seite zu wechseln und das Attentat durchzuführen. Dies schlägt fehl, ein Kampf bricht aus, und schließlich taucht Moxxie auf. Da Striker nun in der Unterzahl und verletzt ist, flieht er. Als die I.M.P. sich auf den Weg nach Hause machen, verteidigt Moxxie Millie gegen die Kritik von Joe und Lin, und verdient sich dadurch ihren Respekt. Derweil informiert Striker seinen Auftraggeber in einem Motel darüber, dass das Attentat vereitelt wurde. Dieser will, dass Striker einen neuen Versuch unternimmt. Es stellt sich heraus, dass der Auftraggeber Stolas' Frau Stella ist. |           |                      |                           |                  | |               |              |                                       |
| 6 | 6         | Wahrheit             | Truth Seekers             | Vivienne Medrano | Medrano & RogersSamantha Ames, Seth Anderholm, Zach Giering, Arielle Somerville & Nick Swift (Storyboard) | 21. Aug. 2021 | 7. Feb. 2025 | "Moxxie's Bad Trip"                   |
| Blitzo und Moxxie werden auf einer Mission von den Agenten 1 und 2, welche zu der Organisation D.H.O.R.K.S. gehören, gefangen genommen. D.H.O.R.K.S. überwacht seit längerer Zeit die Aktivitäten der I.M.P. auf der Erde. Die beiden werden zu einem unterirdischen Bunker gebracht und werden verhört. Da die Agenten keine hilfreichen Antworten bekommen, versuchen sie ein Wahrheitsserum einzusetzen. Dieses führt jedoch dazu, dass die Imps über ihre eigenen privaten Probleme halluzinieren. Als das Mittel nachlässt, versöhnen sich die beiden wieder und vergeben sich die Dinge, die sie sich unter dem Einfluss der Droge an den Kopf geworfen haben. Währenddessen infiltrieren Millie und Loona das Gebäude und kämpfen sich ihren Weg durch die D.H.O.R.K.S. Agenten frei, um Blitzo und Moxxie zu befreien. Als die Dämonen wieder vereint sind, besiegen sie die verbleibenden Agenten, werden aber trotzdem von den Agenten 1 und 2 in die Enge getrieben. Die I.M.P. werden von Stolas gerettet, welcher von Agent 2 Besitz ergreift und die toten Agenten dazu zwingt ihn heraufzubeschwören. Stolas und die I.M.P. kehren in die Hölle zurück, lassen die Agenten 1 und 2 aber am Leben, da Stolas annimmt, dass niemand ihnen bezüglich der Existenz von Dämonen Glauben schenken würde. Die Agenten stellen fest, dass die Überwachungskameras alles aufgezeichnet haben und sie somit genügend Beweise haben, um belegen zu können, dass Dämonen existieren. |           |                      |                           |                  | |               |              |                                       |
| 7 | 7         | Haus des Asmodeus    | OZZIE’S                   | Vivienne Medrano | MedranoZach Giering, Amanda Heard, Amy Heard & Arielle Somerville (Storyboard)                            | 31. Sep. 2021 | 7. Feb. 2025 | "House of Asmodeus"                   |
| Um ihren Hochzeitstag zu feiern, nimmt Moxxie Millie mit in den Club "Ozzie's" im Lustring der Hölle, welcher von Asmodeus, einem mächtigen Dämon und der Todsünde der Lust, geführt wird. Blitzo versucht den Club zu betreten, um die beiden beobachten zu können, darf aber nicht eintreten, da nur Pärchen Zutritt haben. Also fragt er Stolas, sehr zu dessen Begeisterung, ob er ihn begleiten möchte. Als Moxxie auf die Bühne geht, um ein Liebeslied, das er für Millie geschrieben hat, zu singen, wird er von Asmodeus und seinem Entertainer, Fizzarolli, unterbrochen. Die beiden geben sich angewidert von seinem Lied, weil es ihnen zu glücklich ist und nicht zu ihrem Club, welcher die Gelüste beflügeln soll, passe. Blitzo versucht Moxxie zu verteidigen, wird aber von Fizzarolli und Verosika wegen seines desaströsen Liebeslebens niedergemacht, während Stolas öffentlich von Asmodeus wegen seiner Affäre mit einem Imp, welcher einen niedrigen Status in der Rangordnung hat, gedemütigt wird. Letztendlich werden Moxxie und Millie aus dem Club geworfen, obwohl andere Gäste das Lied mochten. Die beiden verbringen den restlichen Abend zusammen. Blitzo fährt Stolas nach Hause und kehrt dann selber Heim, wo er einen Zusammenbruch erleidet, als er sich alte Fotos ansieht, welche ihn mit Freunden und Familie zeigen. |           |                      |                           |                  | |               |              |                                       |
| 8 | 8         | Nest der Beelzebub   | Queen Bee                 | Vivienne Medrano | Medrano & RogersZach Giering, Amanda Heard, Nick Swift & Kevin Slawinski (Storyboard)                     | 24. Juni 2023 | 7. Feb. 2025 | "Cotton Candy"                        |
| Schließt an unmittelbar an die Folge "OZZIE'S" an. Loona wird von Vortex zu einer Party eingeladen. Dort lernt sie unter anderem auch seine Freundin Beelzebub "Queen Bee", einer der sieben Todsünden kennen. Obwohl Bee und Vortex sie herzlich aufnehmen, fühlt Loona sich dort nach wie vor als Außenseiterin und entscheidet sich die Party zu verlassen. Sie bittet Blitzo sie abzuholen, welcher sich noch zuhause von den Abend mit Stolas erholt. Doch als er nakommt, überlegt sie es sich anders und überredet ihn noch länger zu bleiben. Auf der Party wird Blitzo von Bee zu einem Wetttrinken herausgefordert, welches er gewinnt und von Loona und der Menge gefeiert wird. Tatsächlich gelingt es auch Loona Anschluss zu finden, bis Vortex und Bee ihr mitteilen, dass Blitzo offensichtlich Probleme auf der Party macht. Nach einem kurzen Streit mit Bee, fährt Loona den betrunkenen Blitzo nach Hause. Als er ihr dort gesteht Angst zu haben, alleine zu sterben, beruhigt sie ihn und bringt ihn ins Bett. |           |                      |                           |                  | |               |              |                                       |

### Staffel 2
| Nr. (ges.) | Nr. (St.) | Titel                                                           | Regie            | Drehbuch | Premiere USA  | Musikalische Einlagen                                                                   |
| --- | --------- | --------------------------------------------------------------- | ---------------- | --- | ------------- | --------------------------------------------------------------------------------------- |
| 9 | 1         | The Circus                                                      | Vivienne Medrano | Vivienne Medrano Zach Giering, Lidia Liu & Samantha Ambriz (Storyboard)                                                                                   | 30. Juli 2022 | "Stolas Sings"                                                                          |
| Der junge Stolas bekommt zum Geburtstag von seinem Vater Paimon das Grimoire geschenkt und erfährt gleichzeitig dass er später zwangsverheiratet werden wird, um für einen Nachfolger für die Goetia Familie zu sorgen. Um den verstörten Prinzen aufzuheitern, besucht sein Vater mit ihm den lokalen Zirkus, wo er Blitzo zum ersten Mal trifft, der mit Fizzarolli und seiner Familie im Zirkus als Clown arbeitet. Paimon überredet Blitzos Vater Cash ihm Blitzo für einen Tag als "Freund" für Stolas zu verkaufen. Cash stimmt zu und stiftet seinen Sohn außerdem an, Wertgegenstände der Goetia Familie zu stehlen. Blitzo tarnt seinen Diebstahl als Spiel, dass er mit Stolas spielt und die Beiden freunden sich tatsächlich an. 25 Jahre später ist Stolas unglücklich verheiratet und erträgt seiner Tochter zuliebe die täglichen Schikanen von seiner Frau Stella, welche sich in aller Öffentlichkeit über ihn lustig macht. Auf einer Party in seinem Haus trifft er Blitzo wieder, welcher eigentlich eingebrochen war um sein Grimoire zu stehlen. Stolas missversteht seinen Einbruch jedoch und glaubt, dass Blitzo ihn verführen wollte. Tatsächlich verbringen beide die Nacht miteinander und Blitzo flüchtet am nächsten Morgen mit dem Buch, während Stolas von Stella die Scheidung verlangt. In der Gegenwart (kurz nach der OZZIE'S Episode) hinterfragt Stolas seine Beziehung zu Blitzo und bekommt Besuch von Stella, welche ihn weiter quälen will. Doch Stolas ist nicht länger gewillt die Schikanen hinzunehmen und verlangt von seiner Noch-Ehefrau, dass sie aus seinem Leben verschwindet. |           |                                                                 |                  | |               |                                                                                         |
| 10 | 2         | Seeing Stars                                                    | Vivienne Medrano | Adam NeylanGavin Arucan, Mariya Kharlamova & Sophia Jamalie Magalannes Morales (Storyboard)                                                               | 19. Okt. 2022 | "Til the Day We Die" & "I like it"                                                      |
| Octavia möchte mit ihrem Vater einen Meteoriten Schauer sehen, von dem er ihr als Kind erzählt hat. Doch Stolas ist damit beschäftigt, die Sachen seiner Ex-Frau aus dem Haus bringen zu lassen und streitet sich mit Stella am Telefon. Wütend darüber, dass er ihre Verabredung vergessen hat, zieht Octavia alleine los. Zur selben Zeit versucht Blitzo mit Loona über ihr schlechtes Verhalten mit der Kundschaft zu sprechen, was jedoch in einem Desaster endet. Octavia bricht bei I.M.P. ein und stiehlt das Grimoire, um zu den Sternen zu gelangen. Stattdessen landet sie in L.A. beim "Walk of Fame". Blitzo bleibt nichts anderes übrig als Stolas anzurufen und mit ihm nach Octavia zu suchen. Während Octavia in L.A. nach einem Ort sucht um sich die Sterne anzusehen, wird Blitzo fälschlicherweise für einen berühmten Schauspieler gehalten und mit Stolas in ein Filmstudio gebracht, wo er in einer Sitcom auftreten muss. Als er jedoch dort sich an die Adoption von Loona erinnert, greift er die Crew an und setzt das Studio in Brand, bevor er mit Stolas flieht. Inzwischen hat Loona nach langer Suche Octavia gefunden und schafft es ihr Vertrauen aufzubauen. Sie erklärt ihr, dass ihr Vater zwar Fehler macht, aber trotzdem sein Bestes gibt. Das ermutigt Octavia Loona das Buch zurückzugeben und mit ihr zu Stolas und Blitzo zurückzukehren. |           |                                                                 |                  | |               |                                                                                         |
| 11 | 3         | Exes and Oohs                                                   | Vivienne Medrano | Adam NeylanArielle Somerville, Samantha Ambriz, Amanda Heard & Kaden Westbrook (Storyboard)                                                               | 11. März 2023 | "Chaz Time" & "Crashin' a Muthafuckin' Wedding"                                         |
| Im Büro erzählt Millie von einem unerfreulichen Wiedersehen mit ihrem Ex, während ein mysteriöser Klient aus der Hölle I.M.P. für ein zunächst unbekanntes Geschäft anheuert und sie per Hubschrauber abholen lässt. Moxxie muss zu seinem Entsetzen feststellen, dass es sich bei dem Klienten um seinen Vater Crimson, einen Mafiaboss handelt, zu dem er seit Jahren keinen Kontakt mehr hat. In Crimsons Villa treffen sie außerdem auf Chaz, der sowohl Exfreund von Millie als auch von Moxxie ist. Moxxie erzählt, wie er in der Mafia aufwuchs und dort Chaz kennen und lieben lernte. Allerdings ließ dieser ihn bei einem Bankraub zurück, sodass Moxxie im Gefängnis landete, wo er Blitzo traf und anschließend ein neues Leben begann. Unter dem Vorwand, Chaz in die Familie einzuführen, behält Crimson I.M.P. über Nacht bei sich, doch im Zweiergespräch mit Moxxie, verrät er ihm den wirklichen Grund: Moxxie soll Chaz, der kürzlich an Geld gekommen ist heiraten, damit die Familie weiterhin finanziell überleben kann. Als Moxxie sich weigert, droht Crimson ihm damit Millie zu töten und erinnert ihn damit gleichzeitig an seine Kindheit, wo er auch seine Mutter umbrachte. Chaz versucht abends erfolglos Moxxie und Millie zu verführen und landet anschließend mit Blitzo im Bett, der danach Chaz Auto durchsucht und herausfindet, dass dieser hoch verschuldet ist. Chaz gelingt es Blitzo zu betäuben und im Auto einzusperren, wo dieser am nächsten Tag von Millie gefunden wird. Als beide herausfinden, dass Moxxie zwangsverheiratet werden soll, sprengen sie die Hochzeit und Millie tötet den Großteil von Crimsons Angestellten und befreit anschließend Moxxie. Als Crimson herausfindet, dass Chaz bezüglich seines Reichtums gelogen hat, lässt er ihn umbringen. |           |                                                                 |                  | |               |                                                                                         |
| 12 | 4         | Western Energy                                                  | Vivienne Medrano | Vivienne MedranoSeth Anderholm, Arielle Somerville, Sandra D Rivas & Gabe Del Valle (Storyboard)                                                          | 20. Mai 2023  | "The Ballad of Striker" & "Whatcha Thinkin' About?"                                     |
| Stolas trifft sich mit Stella und seinem Schwager Andrealphus in einem Cafe um die Scheidung zu diskutieren. Dort wird er jedoch von Striker angegriffen und entführt. Es gelingt ihm Blitzo anzurufen und ihm von seiner Notlage zu erzählen. Da Blitzo Loona zu einem wichtigen Arzttermin begleiten muss, schickt er Millie und Moxxie los um Stolas zu retten. Während Blitzo sich um Loona kümmert, welche große Angst vor der Impfung hat, foltert Striker Stolas zunächst. Stella und ihr Bruder widerrufen den Auftrag Stolas zu töten, weil im Falle seines Todes seine Tochter alles bekommen würde. Striker stimmt zähneknirschend zu, will Stolas trotzdem so schwer wie möglich verletzen, da er die obere Klasse verabscheut. Als Millie und Moxxie eintreffen, entbrennt ein heftiger Kampf zwischen den dreien und es gelingt ihnen Striker zu vertreiben. Sie bringen den schwer verletzten Stolas in Krankenhaus und Blitzo ist entsetzt, als er feststellt, dass der Prinz sogar sterben könnte. Die Episode endet mit Stolas im Krankenbett, der über seine Beziehung zu Blitzo nachdenkt. |           |                                                                 |                  | |               |                                                                                         |
| 13 | 5         | Unhappy Campers                                                 | Vivienne Medrano | Adam NeylanEddie Mead, Amanda Heard, Nick Swift, Gavin Arucan, Anna Lencioni & Nicole Rodriguez (Storyboard)                                              | 8. Juli 2023  | "Regular Joe" & "Everybody, Look at Me!" & "You Got the Power(Millie's Big Show)"       |
| Blitzo will seine Zwillingsschwester Barbie Wire besuchen, welche seit einiger Zeit wegen ihrer Drogensucht in Behandlung ist. Als er erfährt, dass sie die Suchtklinik verlassen hat, setzt er alles daran sie aufzuspüren. Unterdessen beschäftigten sich Millie und Moxxie mit ihrem neuesten Klienten. Dieser hat ein ungewöhnliches Anliegen. Er weiß nicht genau wer sein Mörder ist, weiß aber dass es einer der Leiter in einem Sommercamp gewesen sein muss, in welchem er arbeitete und möchte, das I.M.P. es herausfindet und den Verantwortlichen zur Strecke bringt. Da Blitzo mit der Suche nach Barbie beschäftigt ist, übernimmt Moxxie den Fall. Er und Millie tarnen sich in dem Sommercamp als Geschwisterpaar und versuchen herauszufinden, wer der Killer sein könnte. Millie findet unter den Jugendlichen schnell Anschluss und wird bewundert, während Moxxie sich immer weiter ausgegrenzt fühlt, was zum Streit unter dem Ehepaar führt. Schließlich versöhnen sich die Beiden wieder und während Millie vor den Teenagern auftritt, trifft Moxxie auf Blitzo, der Barbies Spur bis zum Sommercamp gefolgt war. Tatsächlich gelingt es den Beiden dort den Mörder und Barbie zu finden, welche Drogen schmuggeln. Zwischen den Dreien entbrennt ein heftiger Kampf, wobei Moxxie versucht den Mörder zu töten und Barbie diesen zu beschützen. Der verantwortliche Leiter wird schließlich durch einen Feuerwerkskörper von Millie getötet, was Barbie ihren Job kostet. Blitzo versucht sich mit ihr zu versöhnen, aber sie weist ihn wütend ab und sagt, dass sie ihn nicht sehen will. |           |                                                                 |                  | |               |                                                                                         |
| 14 | 6         | Oops                                                            | Vivienne Medrano | Vivienne MedranoNicole Rodriguez & Mariya Kharlamova (Storyboard)                                                                                         | 9. Sep. 2023  | "Look At This!"                                                                         |
| Asmodeus und Fizzarolli sind seit geraumer Zeit ein Paar, halten ihre Beziehung jedoch geheim, aus Angst vor der öffentlichen Meinung. Als Fizzarolli alleine in die Stadt aufbricht und dort mit Blitzo zusammenstößt, geraten sie in Streit und prügeln sich mitten auf der Straße. Crimson und Striker die sich gerade geschäftlich treffen, bemerken die Beiden und nehmen sie kurzerhand gefangen. Crimson benutzt Fizzarolli als Geisel um Asmodeus zu erpressen und schickt ihm einen Anwalt vorbei, um ihm vertraglich Anteile seiner Fabrik zu übertragen. Stolas, der eigentlich Asmodeus um einen Kristall für Blitzo bitten wollte, damit dieser legal in die Menschenwelt reisen darf, steht ihm zur Seite. Obwohl Blitzo und Fizzarolli seit langer Zeit zerstritten sind, arbeiten sie zwangsläufig zusammen, um zu entkommen. Dabei kommt auch das Ereignis zur Sprache, was damals zum Zerwürfnis führte: Durch ein Versehen von Blitzo, kam es zu einem Feuer im Zirkus, was dazu führte, dass Fizzarolli schwer verletzt wurde und Blitzos Mutter starb. Nachdem Blitzo sich entschuldigt hat, legen beide ihre Streitereien beiseite und schaffen es gemeinsam zu entkommen. Als Striker Fizzarolli einholt und erneut gefangen nehmen will, rettet Blitzo ihm das Leben, worauf beide sich versöhnen und ihre Freundschaft wieder aufnehmen. Als Fizzarolli später zu Asmodeus zurückkehrt, ist dieser überglücklich und lässt sich von seinem Freund überzeugen Blitzo den Kristall doch zu geben. |           |                                                                 |                  | |               |                                                                                         |
| 15 | 7         | MAMMON'S MAGNIFICENT MUSICAL MID-SEASON SPECIAL (ft Fizzarolli) | Vivienne Medrano | Vivienne MedranoAmanda Heard, Nick Swift & Kevin Slawinski (Storyboard)                                                                                   | 29. Okt. 2023 | "Juggling Iz Cool" & "Klown Bitch" & "Crooked" & "2 Minutes Notice"                     |
| Fizzarolli arbeitet seit Jahren als Aushängeschild für den egoistischen Mammon (Todsünde Gier) und leidet zunehmend unter dem hohen Erwartungsdruck. Bei einem jährlichen Wettbewerb, wo es darum geht zu zeigen, wer der beste Clown der Hölle ist, wird von Fizzarolli erwartet, dass er zum 10. Mal in Folge den Titel gewinnt. Asmodeus macht sich zunehmend Sorgen um seinen Freund und bittet daher Blitzo ihn als Security zu begleiten und Fizzarolli die Sache wieder auszureden. Der Druck für Fizzarolli steigt noch mehr, als er sieht, wie begabt seine Konkurrenz ist. Als Fizzarolli bei einem Meet and Greet von einem ehemaligen Fan belästigt wird, bekommt er eine Panikattacke und Blitzo bemerkt, wie sehr er unter dem dem Image, dass er für Mammon darstellen muss, leidet. Doch in der Gegenwart von Mammon kann Blitzo seinem Freund nicht ausreden, seine Arbeit zu kündigen. Bei dem anschließenden Finale schließt Fizzarolli sich in seinem Umkleideraum ein, erneut einer Panikattacke nah. Asmodeus kann ihn beruhigen und erfährt endlich den Grund, weshalb sein Freund unbedingt weiter für Mammon arbeiten will. Erst durch seine Arbeit mit Mammon erlangte Fizzarolli zu großem Erfolg und traf dadurch auch Asmodeus. Nun glaubt er, dass er weiterhin für Mammon arbeiten muss, um zu beweisen, dass er dieses Leben auch verdient und gut genug für seinen Freund ist. Asmodeus beruhigt ihn und sagt ihm, dass ihn auch lieben würde, wenn er nicht gewinnt. Fizzarolli entschließt sich nun doch im Finale anzutreten und besingt dort sein Leiden durch Mammon, ehe er kündigt. Mammon versucht Fizarolli einzuschüchtern, dieser wird jedoch von Asmodeus beschützt. Als Mammon droht, die Beziehung der beiden öffentlich zu machen, kommt Asmodeus ihm zuvor und gibt zu, Fizzarolli zu lieben, was von den Fans bejubelt wird. Damit hat Mammon seine Macht über Fizzarolli verloren. |           |                                                                 |                  | |               |                                                                                         |
| 16 | 8         | The Full Moon                                                   | Vivienne Medrano | Vivienne Medrano & Adam NeylanGavin Arucan & Samantha Ames (Storyboard)                                                                                   | 31. Mai 2024  | "When I See Him"                                                                        |
| Stolas möchte endlich Klarheit in der Beziehung zwischen ihm und Blitzo, da er sich mittlerweile wirklich in ihn verliebt hat, sich aber nicht sicher ist, ob Blitzo nur wegen seines Buches mit ihm schläft oder weil er wirklich Interesse an ihm hat. Daher plant er ihm bei ihrem monatlichen Treffen ihm den Kristall zu geben, welchen er von Asmodeus bekam, damit Blitzo auch ohne das Grimoire in die Menschenwelt reisen kann. Blitzo hingegen befürchtet, durch eine Aussage von Loona, das Stolas vielleicht kein Interesse mehr an ihm haben könnte und ihm deshalb das Buch wieder wegnehmen könnte, was das Ende seines Business bedeuten könnte. Um Stolas angemessen beeindrucken zu können, geht er im Lustring einkaufen, um sich auf das Treffen vorzubereiten. Währenddessen versuchen die Cherubs sich auf der Erde durch zuschlagen und wieder in den Himmel zu kommen. Dabei werden sie von Agent 1 und Agent 2 aufgegriffen und schließen sich zusammen, um Blitzo zu töten. Mit Kampfausrüstung von D.H.O.R.K.S. ausgestattet, öffnen sie ein Portal in die Hölle und spionieren Blitzo zunächst aus. Als sie ihn angreifen wollen, stellen sich jedoch Loona, Millie und Moxxie ihnen in den Weg und verteidigen ihren Boss, der davon nichts mitbekommt. Schließlich schafft es I.M.P. die Cherubs zurück auf die Erde zu schicken, während Blitzo Stolas besucht. Stolas verlangt das Buch von Blitzo zurück, gibt ihm den Kristall und erklärt die Vereinbarung zwischen ihnen beendet, in der Hoffnung, dass Blitzo trotzdem bei ihm bleiben wird. Blitzo missversteht es jedoch, da er denkt Stolas wäre gelangweilt von ihm und kann nicht glauben, dass sich ein Prinz für jemanden seiner Klasse ernsthaft interessieren könnte. Es kommt zum Streit zwischen den Beiden, wobei Blitzo Stolas emotional so sehr verletzt, dass dieser unter Tränen Blitzo raus wirft. |           |                                                                 |                  | |               |                                                                                         |
| 17 | 9         | Apology Tour                                                    | Vivienne Medrano | Vivienne Medrano Gavin Arucan, Sophia Jamalie Magalannes Morales, Lidia Liu & Anna Lencioni (Storyboard)                                                  | 22. Juni 2024 | "All 2 U (Motherf*cker)" & "Handle Me" & "Over You"                                     |
| Nach dem Streit in der vorherigen Nacht versucht Blitzo sich erfolglos bei Stolas zu entschuldigen. Dieser ist jedoch an keiner Versöhnung mit Blitzo interessiert und erzählt ihm außerdem, dass er zu einer "Anti-Blitzo-Party" eingeladen wurde, wo sich Blitzos Ex-Partner(innen) versammeln, um sich gegenseitig über den Herzschmerz hinweg zu helfen. Blitzo verbringt den Tag zunächst damit sich halbherzig bei den Leuten zu entschuldigen, die er in der Vergangenheit verletzt hatte. Anschließend fährt er zu der von Stolas erwähnten Party, um sich auch mit seinen ehemaligen Partner(innen) zu versöhnen. Stolas wird von Verosika, welche die Party organisiert hat, dazu animiert seinen Schmerz mit den Leuten zu teilen und singt für die Menge. Als der verkleidete Blitzo das Lied hört, begreift er seinen Fehler und erkennt, dass Stolas' Gefühle für ihn real waren. Anschließend versucht er mit dem betrunkenen Stolas zu reden und sich zu entschuldigen. Die Beiden werden jedoch unterbrochen, als ein anderer Incubus Stolas zum Tanzen auffordert. Blitzo redet daraufhin mit Verosika und nach einem kurzen Streit entschuldigt er sich aufrichtig für sein früheres Verhalten ihr gegenüber und gibt auch zu, sich ändern zu wollen. Seine Ex-Freundin nimmt die Entschuldigung an und als sie sieht, wie er eifersüchtig auf Stolas Tanzpartner wird, gibt sie ihm den Rat, Stolas sein Glück zu gönnen, wenn er sich wirklich ändern will. Daraufhin verlässt Blitzo die Party. |           |                                                                 |                  | |               |                                                                                         |
| 18 | 10        | Ghostf**kers                                                    | Vivienne Medrano | Brandon Rogers Gavin Arucan, Nicole Rodriguez & Amanda Heard (Storyboard)                                                                                 | 31. Okt. 2024 | "A Spooky Kind of Love" & "I Wanna Fuck a Ghost"                                        |
| Einen Monat nach dem Ende zwischen ihm und Stolas, ist Blitzo in eine Depression verfallen, welche er mit unnützen Einkäufen zu bekämpfen versucht. I.M.P. steht daher finanziell am Abgrund, weshalb Millie nur zu gerne sich der neusten Klientin annimmt. Diese glaubt auf der Erde von einem Geist getötet worden zu sein. Da Blitzo ein großer Fan einer Pornoserie namens "Ghostfuckers" ist, nutzt er die Gelegenheit, um mit Millie den Fall anzunehmen, um sich auf Geisterjagd zu begeben. Millie unterstützt ihren Boss zunächst, doch als dieser im Hotel, wo sich der angebliche Geist befinden soll, sämtliche Gäste gegen sie richtet, platzt ihr der Kragen und sie lässt ihn allein zurück. Während Blitzo weiter nach dem Geist sucht, erleidet er eine Halluzination, wo er zuerst Millie sieht, welche ihm vorwirft, für alle um ihn herum eine Belastung zu sein und dann seine verstorbene Mutter, welche vor seinen Augen verbrennt. Daraufhin erleidet er einen Zusammenbruch und wird von Millie gefunden und getröstet, als sie ihn daran erinnert, wie die Beiden sich kennen lernten und er ihr Leben dadurch erst besser machte. Als sie erneut den Fall aufnehmen, stellt sich heraus, dass der angebliche Geist in Wirklichkeit ein Besetzungsdämon ist, welcher sich als der menschliche Hotelmanager Rolando tarnte. Er greift die Beiden an und schafft es Blitzo zu besetzten und in seinem Körper Millie anzugreifen. Millie kann ihren Boss jedoch von der Besetzung befreien und Blitzo gelingt es anschließend Rolando zu töten. Im Anschluss gibt Blitzo Millie gegenüber zu, wie viel ihm ihre Freundschaft bedeutet und auch, wie sehr ihn der Verlust von Stolas Beziehung zu ihm, belastet. |           |                                                                 |                  | |               |                                                                                         |
| 19 | 11        | Mastermind                                                      | Vivienne Medrano | Vivienne MedranoSamantha Ambriz, Kevin Slawinski & Mariya Kharlamova (Storyboard)                                                                         | 29. Nov. 2024 | "Mastermind"                                                                            |
| Bei einem Gespräch zwischen Stella und Andrealphus erfährt Letzter, dass Stolas Blitzo das Grimoire regelmäßig verliehen hat, was in der Dämonenwelt als illegal gilt. Um Stolas in eine Falle zu locken, lässt er alle Mitglieder aus I.M.P. verhaften und vor Gericht bringen. Das Gericht wird von Satan (Todsünde Zorn) geführt, während der Rest der Todsünden als Jury dient. Obwohl sich Asmodeus, Beelzebub und der Adelige Vassago sich für einen fairen Prozess gegenüber I.M.P. aussprechen, kann Andrealphus Satan überzeugen, dass Blitzo sich Stolas aufgedrängt habe und ihn außerdem durch Striker umbringen lassen wollte. Satan will I.M.P. hinrichten und zur Abschreckung gegen einen eventuellen Aufstand die Hinrichtung live in der Hölle ausstrahlen lassen. Blitzo kann ihn zwar davon überzeugen seine Mitarbeiter und Tochter zu verschonen, soll allerdings selbst dafür hingerichtet werden. Stolas, der die Live-Aufnahme sieht, schafft es im letzten Moment Blitzo vor Enthauptung zu retten und nimmt alle Schuld auf sich, wobei beide sich endlich ihre Gefühle füreinander eingestehen. Satan bestraft Stolas daraufhin, indem er ihm Status und Macht entzieht, sodass er seine Stellung als Prinz verliert und seine Tochter nicht mehr sehen darf. Blitzo nimmt ihn mit sich nach Hause, wo er sich für seine Rettung bedankt. Als Stolas auf der Couch einschläft, küsst Blitzo ihn auf die Wange und sieht sich im Anschluss ein Feuerwerk an. |           |                                                                 |                  | |               |                                                                                         |
| 20 | 12        | Sinsmas                                                         | Vivienne Medrano | Vivienne MedranoGavin Arucan, Amanda Heard, Lidia Liu, Anna Lencioni, Sophia Jamalie Magalannes Morales, Julia V Bebisheva & Kevin Slawinski (Storyboard) | 21. Dez. 2024 | "Day by Day" & "I Will Be Okay" & "A Sinsmas Party (I'll Murder You)" & "Merry Sinsmas" |
| Während Blitzo sich um Stolas kümmert, versucht dieser verzweifelt seine Tochter Octavia zu erreichen und sich gleichzeitig an den neuen Alltag als normaler Höllenbewohner zu gewöhnen. Da er durch den Verlust seines ehemaligen Zuhauses auch keine Antidepressiva mehr nehmen kann, verschlimmern sich seine Depressionen nur noch mehr und alle Anrufe an seine Tochter werden von seiner EX-Frau Stella abgefangen. Einen Monat später ist in der Hölle das sogenannte "Sinsmas", wo die Höllenbewohner die Sünde aus dem jeweiligen Ring ausleben, in dem sie geboren wurden oder sich zugehörig fühlen. Um Stolas abzulenken, nimmt Blitzo ihn mit ins Büro und stellt ihn als Sekretär an, damit er die Möglichkeit hat selbstständig Geld zu verdienen. Tatsächlich meldet sich eine Kundin, die verlangt, dass ihr Ehemann an Weihnachten getötet wird, weil er glücklich mit den gemeinsamen Töchtern und seinem neuen Lebensgefährten zusammen lebt. Die Parallele zu seinem Leben verschlimmert Stolas Zustand nur noch mehr, weshalb Blitzo zusammen mit seinem Team, den Job nur widerwillig annimmt. In der Zwischenzeit ist Octavia traurig darüber, dass ihre Eltern scheinbar kein Interesse mehr an ihr haben und fühlt sich von ihrem Vater verlassen. Als sie die Antidepressiva Tabletten bei ihm findet, erkennt sie, dass ihr Vater schon lange unglücklich gewesen ist. I.M.P. will zunächst, den Ehemann töten, aber als sie sehen, wie die beiden Männer glücklich mit ihren Kindern das Weihnachtsfest feieren, brechen sie den Auftrag ab und kehren unverrichterter Dinge zurück in die Hölle. Stolas hatte zwischenzweitlich einen Zusammenbruch erlitten und versucht auf eigene Faust Octavia zu treffen. In seinem alten zuhause wird er von seinem Schwager Andrealphus bedroht und beinahe getötet, bis I.M.P. einschreitet und Stolas mithilfe von Octavia retten kann. Stolas ist überglücklich seine Tochter zu sehen, doch diese will nichts mehr mit ihm zu tun haben, da sie glaubt, Blitzo wäre ihm Vater wichtiger als sie und dass sie nur eine Last für ihn war, die er mit Medikamenten ertragen habe. I.M.P. bringt den todünglücklichen Stolas zu Blitzo nach Hause, wo sie gemeinsam Sinsmas feiern. Millie stellt während der Party fest, dass sie schwanger ist und ruft verzweifelt ihre Schwester an. Blitzo versucht Stolas Mut zu machen, dass er weiterhin versuchen soll Kontakt zu seiner Tochter aufzunehmen, da er selbst unter dem Kontaktverlust zu seiner Zwillingsschwester leidet. Um Stolas aufzuheitern, tanzt Blitzo mit ihm auf dem Balkon und umarmt ihn anschließend, während dieser traurig zum Vollmond aufblickt. |           |                                                                 |                  | |               |                                                                                         |

### Staffel 3
Eine dritte Staffel der Serie ist derzeit in der Produktion. Das wurde am 27. März 2023 bekanntgegeben. Diese Staffel soll 15 Folgen enthalten.

## Produktion und Veröffentlichung
Im Juni 2019 gab Medrano an, das sie zusammen mit Erica Lindbeck, Brock Baker und Brandon Rogers an einem „neuen Projekt“ arbeite. Im August desselben Jahres veröffentlichte sie Bilder der Sprecher der Hauptcharaktere. Die Pilotfolge wurde von dem Sprecher Kellen Goff gecastet und Sprachregie hatten Medrano und Rick Zieff. Die Firma Horseless Cowboy half Medrano bei der Vertonungsarbeit in der ersten Staffel, mit Richard Horvitz und Medrano als Voice-Over Regisseure. Lucas Bermudez von Screen Rant erklärt den Erfolg von Hazbin Hotel als den alleinigen Grund, warum die Produktion von Helluva Boss grünes Licht bekommen hat. Brandon Rogers fragt Jinkx Monsoon ob sie einen Charakter in Helluva Boss vertonen möchte, aber Monsoon möchte lieber einen "standard Charakter" sprechen, also hat sie verschiedene Nebencharaktere in der ersten Staffel gesprochen.
Am 25. November 2019, wurde die Pilotfolge auf Medranos YouTube-Kanal veröffentlicht. Medrano selber hat beim Schreiben und Animieren der Episode geholfen. Die Drehbuchproduktion für weitere Episoden begann im Dezember 2019. Es wurden acht weitere Episoden in Auftrag gegeben.
Im Juni 2020 kündigt Medrano an, das sie mehr schwarze Charaktere in Helluva Boss und Hazbin Hotel einbauen möchte. In einem Tweet rief sie schwarze Animatoren dazu auf, ihr ihre Arbeit zukommen zu lassen, um eventuell für die Arbeit an der Serie angestellt zu werden. Einige Monate später, im August 2020, waren die Vertonungsarbeiten der ersten acht Episoden der ersten Staffel abgeschlossen. Lucas Bermudez von Screen Rant sagte voraus, dass weitere Episoden von Helluva Boss wegen der COVID-19-Pandemie auf YouTube als „eine Webserie“ veröffentlicht werden würden.
Am 31. Oktober 2020, wurde die erste Episode der ersten Staffel veröffentlicht. In der Episode sprechen Rogers und Horvitz wieder Blitzo und Moxxie, Lindbeck spricht Loona, ihre Sprechrolle als Millie wurde aber durch Vivian Nixon ersetzt. Stolas' Synchronsprecher Brock Baker wurde durch Bryce Pinkham ersetzt. Gastauftritte als Sprecher hatten Jinx Monsoon, Mara Wilson und Maxwell Atoms. Am gleichen Tag veröffentlichte Jefferson Friedman eine Single des Soundtracks der ersten Episode, mit dem Titel Stolas Speaks. Medrano hat während der Produktion der Serie mehrere Teaser auf ihrem Instagram und Twitter-Account veröffentlicht.
Am 31. Januar 2021, wurde die dritte Episode der Serie auf YouTube mit einer Altersbeschränkung versehen und für Minderjährige unzugänglich gemacht. Daraufhin bat die Website Newgrounds an, eine unzensierte Version der Episode zu hosten und mit einem Werbebanner auf der Startseite zu bewerben, Medrano war daran interessiert, jedoch wurde die Altersbeschränkung einen Tag nach dem Bekanntwerden des Angebots, wieder aufgehoben.
Medrano sagte in einem Interview bei Insider, dass Helluva Boss unabhängig von Hazbin Hotel bleibe, solange die Zuschauer es weiterhin sehen wollen. Sie fügte hinzu, dass sie einen Plan habe, wie die Geschichte weitergehe und ende.
Im Februar 2022 kündigte der offizielle Helluva Boss Twitter-Account an, dass das Finale der ersten Staffel bald veröffentlicht werden würden, jedoch länger als geplant dauere und dass die zweite Staffel bereits in Produktion sei.
Am dritten Juni 2022, veröffentlichte der Helluva Boss Twitter-Account ein Update, dass die letzte Episode der ersten Staffel verschoben worden war. Es wurde bekanntgegeben, dass am 30. Juli die Serie mit der zweiten Staffel fortgesetzt werden würde. Die achte Folge wurde anschließend am 24. Juni 2023 veröffentlicht.

### LGBTQ+-Repräsentation
Helluva Boss hat diverse LGBTQ+ Charaktere, genauer einen bisexuellen Dämon namens Moxxie und einen pansexuellen Dämon namens Blitzo. Ein weiterer Dämon namens Stolas impliziert LGBTQ+ anzugehören, da er Beziehungen sowohl zu Frauen als auch zu Männern hat. Medrano reagierte positiv auf eine Fan-Idee einer Sitcom in einem alternativen Universum, in dem Blitzo und Stolas zwei alleinerziehende Väter sind und heiraten. Die Episode The Harvest Moon Festival führte einen neuen Charakter ein, Sallie May, Millies Schwester, welche laut dem offiziellen Twitter-Account der Serie transgender ist.

## Sonstige Veröffentlichungen

### „Oh Millie“ Musikvideo
Am 14. Februar 2020, wurde ein animiertes Musikvideo mit dem Titel Oh Millie bei YouTube hochgeladen, welches Moxxies und Millies Ehe thematisiert. Das Video enthält einen Song von Parry Gripp, mit Gesang von Horvitz und Lindbeck.

### Synchronisationen in anderen Sprachen
Am 16. September 2020 wurde die französische Synchronisation der Pilotfolge auf Medranos YouTube-Kanal veröffentlicht.

### Helluva Shorts
Helluva Shorts ist eine Serie aus kurzen Folgen, die im Hellavers spielen und denselben Hauptcharakteren wie der Hauptserie folgt. Die einzelnen Folgen beschreiben entweder kurze Geschichten, aus dem Leben der einzelnen Charakteren oder einzelne Missionen von IMP.
Die erste Folge Hell's Belles wurde am 26. April 2024 veröffentlicht. In dieser besucht Sallie May ihre Schwester Millie und die beiden verbringen eine gemeinsame Zeit in Imp City.
Am 31. Juli 2024 wurde die zweite Folge Mission: Antarctica veröffentlicht. I.M.P. geht in dieser Folge nach Antarktika, um ein menschenfressende Kreatur aufzuspüren.
Die dritte Folge erschien am 31. August 2024 veröffentlicht. Der Titel dieser ist Mission: Weeaboo-boo. Blitzo muss in dieser Folge den weeaboo Emberlynn Pinkle töten, die sich besonders zu ihm hingezogen fühlt.
In der vierten Folge Mission: Chupacabras, die am 29. September 2024 erschien, wurde Blitzo als Chupacabra ausgestellt, nachdem es ihm anfänglich missling, sein Ziel auszuschalten.
In der fünften Folge Mission: Orphan Time, die am 28. Juni 2025 erschien, soll Loona den Betreiber, Mr. Wrigglers, einer Wohltätigkeitsorganisation auszuschalten.

## Rezeption
Helluva Boss wurde von der Kritik gelobt und erhielt großen Lob für die Animation, die Charaktere, die Synchronsprecher und die Humor-Elemente. In einem Artikel über den aktuellen Stand der Erwachsenencomedy/Animation stellte der Animationskritiker Reuben Baron von der CBR fest, dass, auch wenn der Humor an einigen Stellen zurecht als etwas „kantig“ bezeichnet wurde, die Animationsarbeit ein klares Werk der Liebe sei. Tito W. James’ Einschätzung auf Comicon.com sagt, dass die Dämonen, die Zugriff auf ein Portal in die menschliche Welt haben, eine neue Dynamik hinzufügen würden und ein großes erzählerisches Potential haben. Ein Reviewer der spanischen Seite Cafetoons lobte, dass die Charaktere auf die „richtige Weise“ vorgestellt worden seien und dabei Witze für Erwachsene und eingängige Songs richtig einbinden. Andere Animatoren lobten die erste Episode der Serie. Anderen fiel auf, dass es ähnlich wie in Animaniacs und Family Guy mehrere musicalartige Nummern in jeder Episode gibt. Die zweite Episode war ernster als die erste, brachte jedoch trotzdem viele Lacher und anzügliche Witze.

### Auszeichnungen und Nominierungen
| Jahr | Auszeichnung      | Kategorie                | Nominiert                                           | Ergebnis  | Ref.          |
| ---- | ----------------- | ------------------------ | --------------------------------------------------- | --------- | ------------- |
| 2020 | Ursa Major Awards | Best Dramatic Series     | Helluva Boss for "Murder Family" and "Loo Loo Land" | Nominiert | [ 44 ] [ 45 ] |
| 2021 | Ursa Major Awards | Best Dramatic Series     | Helluva Boss                                        | Gewonnen  | [ 46 ] [ 47 ] |
| 2022 | Ursa Major Awards | Best Dramatic Series     | Helluva Boss for "The Circus" and "Seeing Stars"    | Nominiert | [ 48 ]        |
| 2023 | Streamy Awards    | Subject Award – Animated | Helluva Boss                                        | Gewonnen  | [ 49 ] [ 50 ] |
| 2024 | Queerty Awards    | Best Web Series          | Helluva Boss                                        | Gewonnen  | [ 51 ] [ 52 ] |